# Ummeliata feminea
Ummeliata feminea là một loài nhện trong họ Linyphiidae.
Loài này thuộc chi Ummeliata. Ummeliata feminea được Friedrich Wilhelm Bösenberg & Embrik Strand miêu tả năm 1906.